# Kampen om Koranen
Kampen om Koranen er en oplysningsfilm fra 2005 instrueret af Jesper Zølck og Christina Relsted.

## Handling
Kvinderne i Pudukkotai-distriktet i delstaten Tamil Nadu på Indiens sydøst-spids er sure på mændenes fortolkning af koranen, fordi den udelukker dem fra moskeen. Hvad gør kvinderne så? De bygger da deres egen moske, men kan de bare gøre det? Filmens følger en gruppe muslimske kvinders kamp for selvstændighed.